# Queen's Club Championships 2023 - Qualificazioni singolare
Le qualificazioni del singolare maschile ai Queen's Club Championships 2023 sono state un torneo di tennis preliminare per accedere alla fase finale della manifestazione. I vincitori dell'ultimo turno entreranno di diritto nel tabellone principale. In caso di ritiro di uno o più giocatori aventi diritto a questi subentreranno i lucky loser, ossia i giocatori che perderanno nell'ultimo turno ma che avevano una classifica più alta rispetto agli altri partecipanti che comunque perderanno nel turno finale.

## Teste di serie
1. Tommy Paul (qualificato)
2. Grigor Dimitrov (qualificato)
3. Jeffrey John Wolf (ultimo turno, lucky loser)
4. Arthur Fils (qualificato)

1. Constant Lestienne (primo turno)
2. Mackenzie McDonald (qualificato)
3. Arthur Rinderknech (ultimo turno, lucky loser)
4. Alexei Popyrin (ultimo turno, lucky loser)

## Qualificati
1. Tommy Paul
2. Grigor Dimitrov

1. Mackenzie McDonald
2. Arthur Fils

### Lucky loser
1. Jeffrey John Wolf
2. Arthur Rinderknech

1. Alexei Popyrin

## Tabellone

### Legenda
| - Q = Qualificato - WC = Wild card - LL = Lucky loser | - ALT = Alternate - SE = Special Exempt - PR = Protected Ranking | - w/o = Walkover - r = Ritirato - d = Squalificato |

### Sezione 1
|  | Primo turno | Primo turno        | Primo turno | Primo turno | Primo turno |  |  | Ultimo turno | Ultimo turno | Ultimo turno | Ultimo turno | Ultimo turno |  |
|  |             |                    |             |             |             |  |  |              |              |              |              |              |  |
|  | 1           | Tommy Paul         | Tommy Paul  | 6           | 6           |  |  |              |              |              |              |              |  |
|  |             | Tarō Daniel        | Tarō Daniel | 3           | 4           |  |  | 1            | Tommy Paul   | Tommy Paul   | 6            | 6            |  |
|  | WC          | Billy Harris       | 3           | 7           | 6           |  |  | WC           | Billy Harris | Billy Harris | 3            | 4            |  |
|  | 2           | Constant Lestienne | 6           | 5           | 3           |  |  |              |              |              |              |              |  |

### Sezione 2
|  | Primo turno | Primo turno        | Primo turno      | Primo turno | Primo turno |  |  | Ultimo turno | Ultimo turno       | Ultimo turno       | Ultimo turno | Ultimo turno |  |
|  |             |                    |                  |             |             |  |  |              |                    |                    |              |              |  |
|  | 2           | Grigor Dimitrov    | Grigor Dimitrov  | 6           | 6           |  |  |              |                    |                    |              |              |  |
|  |             | Aleksandar Vukic   | Aleksandar Vukic | 3           | 4           |  |  | 2            | Grigor Dimitrov    | Grigor Dimitrov    | 6            | 7            |  |
|  | WC          | Feliciano López    | 6                | 3           | 65          |  |  | 7            | Arthur Rinderknech | Arthur Rinderknech | 3            | 5            |  |
|  | 7           | Arthur Rinderknech | 3                | 6           | 7           |  |  |              |                    |                    |              |              |  |

### Sezione 3
|  | Primo turno | Primo turno        | Primo turno        | Primo turno | Primo turno |  |  | Ultimo turno | Ultimo turno       | Ultimo turno       | Ultimo turno | Ultimo turno |  |
|  |             |                    |                    |             |             |  |  |              |                    |                    |              |              |  |
|  | 3           | Jeffrey John Wolf  | Jeffrey John Wolf  | 6           | 6           |  |  |              |                    |                    |              |              |  |
|  | Alt         | Jelle Sels         | Jelle Sels         | 4           | 1           |  |  | 3            | Jeffrey John Wolf  | Jeffrey John Wolf  | 4            | 4            |  |
|  | PR          | Jérémy Chardy      | Jérémy Chardy      | 2           | 64          |  |  | 6            | Mackenzie McDonald | Mackenzie McDonald | 6            | 6            |  |
|  | 6           | Mackenzie McDonald | Mackenzie McDonald | 6           | 7           |  |  |              |                    |                    |              |              |  |

### Sezione 4
|  | Primo turno | Primo turno    | Primo turno  | Primo turno | Primo turno |  |  | Ultimo turno | Ultimo turno   | Ultimo turno | Ultimo turno | Ultimo turno |  |
|  |             |                |              |             |             |  |  |              |                |              |              |              |  |
|  | 4           | Arthur Fils    | Arthur Fils  | 6           | 7           |  |  |              |                |              |              |              |  |
|  | Alt         | Hugo Grenier   | Hugo Grenier | 4           | 61          |  |  | 4            | Arthur Fils    | 5            | 7            | 7            |  |
|  | WC          | Arthur Fery    | 65           | 6           | 3           |  |  | 8            | Alexei Popyrin | 7            | 62           | 63           |  |
|  | 8           | Alexei Popyrin | 7            | 3           | 6           |  |  |              |                |              |              |              |  |